# Сребрниця (Лодзинське воєводство)
Сребрниця (пол. Srebrnica) — село в Польщі, у гміні Велюнь Велюнського повіту Лодзинського воєводства.
Населення — 116 осіб (2011).
У 1975-1998 роках село належало до Серадзького воєводства.

## Демографія
Демографічна структура станом на 31 березня 2011 року:
|          | Загалом | Допрацездатний вік | Працездатний вік | Постпрацездатний вік |
| -------- | ------- | ------------------ | ---------------- | -------------------- |
| Чоловіки | 60      | 16                 | 41               | 3                    |
| Жінки    | 56      | 15                 | 32               | 9                    |
| Разом    | 116     | 31                 | 73               | 12                   |